# Rutan VariEze
Die Rutan VariEze ist ein von Burt Rutan entworfenes Canardflugzeug.

## Technische Daten
| Kenngröße       | Daten             |
| --------------- | ----------------- |
| Besatzung       | 2                 |
| Länge           | 4,3 m             |
| Spannweite      | 6,8 m             |
| Höhe            | 1,5 m             |
| Leermasse       | 263 kg            |
| max. Startmasse | 472,5 kg          |
| max. Steigrate  | 10 m/s            |
| max. Flughöhe   | 7.600 m           |
| Reichweite      | 1.100 km          |
| Triebwerke      | Continental O-200 |
| Motorleistung   | 75 kW (100 PS)    |

Quelle siehe . Daten können variieren zwischen den einzelnen Exemplaren.